# بحث عن مؤن
بحث عن مؤن (بالإنجليزية: Foraging) البحث عن مصادر الطعام البرية يُعرف بـ"التجوال"، وهو يؤثر على لياقة الحيوان لأنه يلعب دورًا هامًا في قدرته على البقاء والتكاثر. نظرية التجوال هي فرع من علم السلوك البيئي يدرس سلوك الحيوانات أثناء البحث عن الطعام في البيئة التي يعيش فيها الحيوان.

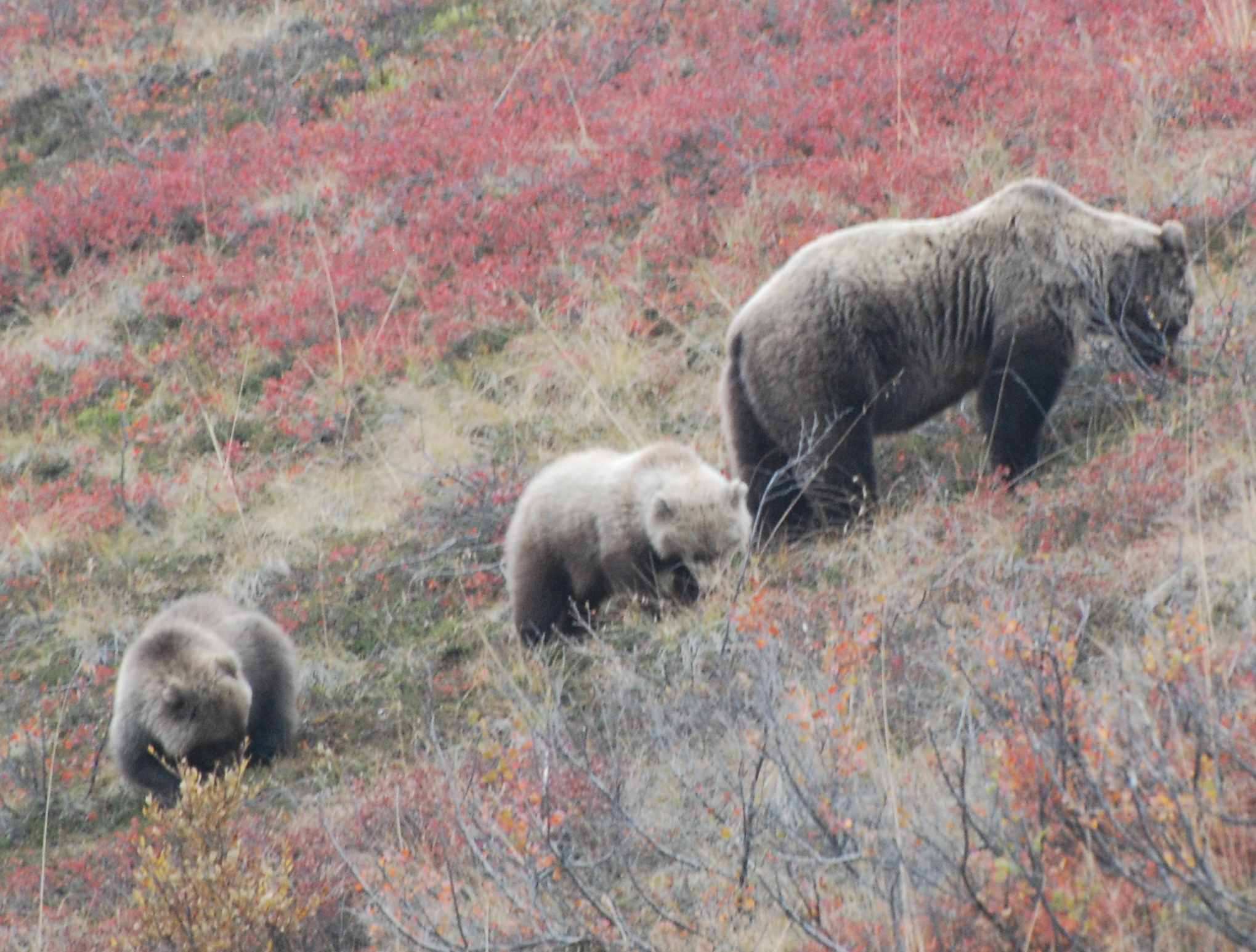
الدب الرمادي (أورسوس أركتوس فظيع) أم وأشبال يبحثون عن الطعام في حديقة دينالي الوطنية، ألاسكا.

يستخدم علماء السلوك البيئي نماذج اقتصادية وتصنيفات لفهم التجوال؛ حيث تعتبر العديد من هذه النماذج نوعًا من النماذج الأمثل. وبالتالي، يتم مناقشة نظرية التجوال في سياق تحسين العائد من قرار التجوال. يعتبر العائد في العديد من هذه النماذج هو كمية الطاقة التي يحصل عليها الحيوان في وحدة من الزمن، وتحديداً أعلى نسبة للربح الحيوي إلى التكلفة أثناء التجوال.
تتنبأ نظرية التجوال بأن القرارات التي تعظم كمية الطاقة في وحدة من الزمن، وبالتالي تحقق أعلى عائد، ستختار وستستمر في الاختيار. الكلمات الرئيسية المستخدمة لوصف سلوك التجوال تشمل الموارد، وهي العناصر الضرورية للبقاء والتكاثر والتي تحتوي على إمداد محدود، والجاثم، وهو أي عضو يستهلك آخرين، والفريسة، وهي عضو يتم أكله جزئيًا أو كليًا من قبل آخر، والتجمعات، وهي تراكمات للموارد.
بدأ علماء السلوك البيئيون في التناول هذا الموضوع في الستينيات والسبعينيات. كان هدفهم هو قياس وتشكيل مجموعة من النماذج لاختبار فرضيتهم الخالية التي تقول أن الحيوانات تتجول عشوائيًا. أُحرزت مساهمات هامة في نظرية التجوال من قبل:
- إريك تشارنوف، الذي وضع "نظرية القيمة الحدية" لتوقع سلوك الحيوانات أثناء استخدام التجمعات.
- سير جون كريبس، الذي قام بالعمل على نموذج النظام الغذائي المثلى فيما يتعلق بطيور الكيمياء.
- جون جوس-كاستارد، الذي اختبر أول نموذج للنظام الغذائي المثلى مقابل سلوك في الميدان، باستخدام الطائر الأحمر طويل الساقين، ومن ثم قام بدراسة واسعة حول التجوال في طائر صائد المحار الأوراسي العادي.

## العوامل المؤثرة على سلوك البحث عن الطعام

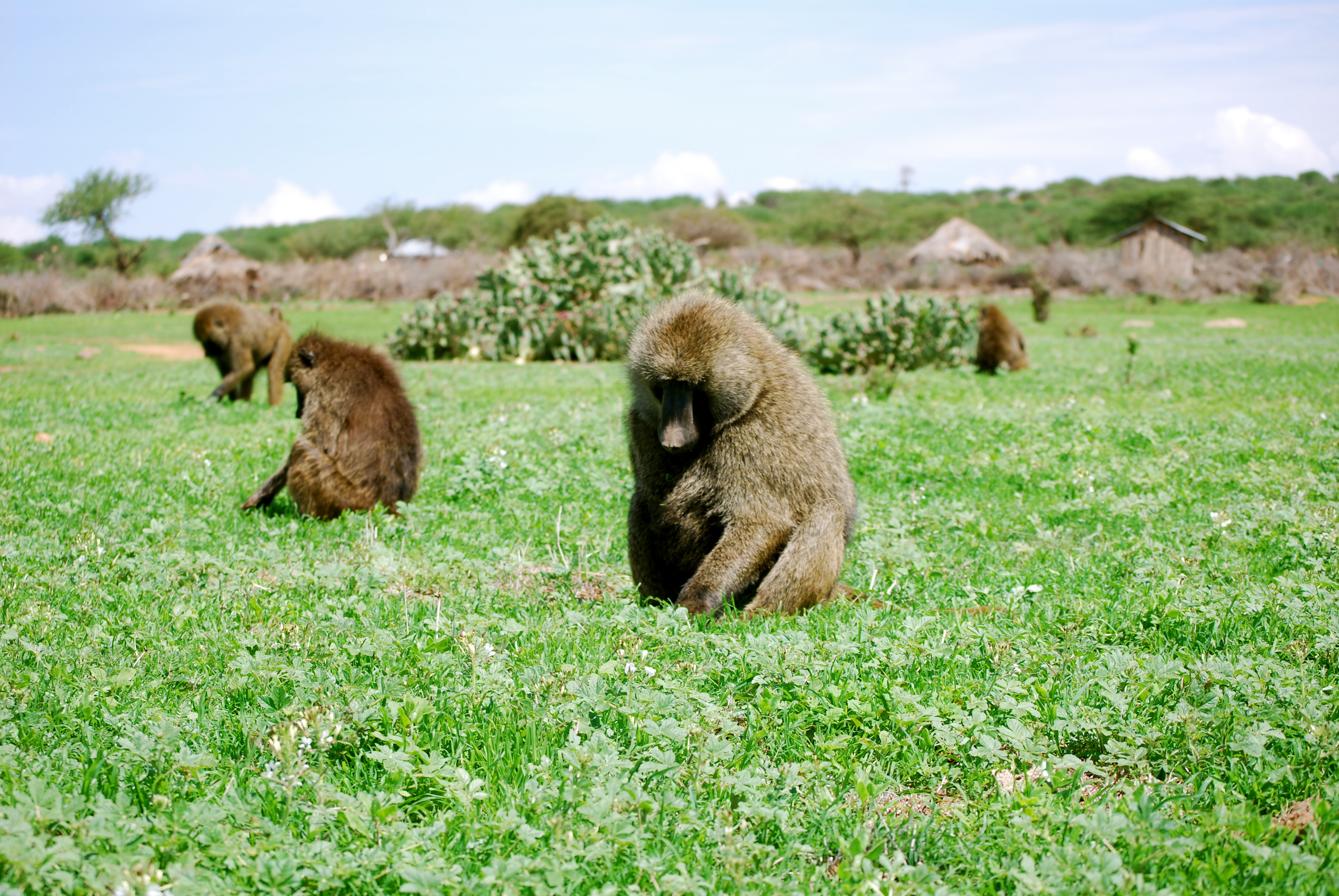
مجموعة من قرود البابون الزيتونية (بابيو أنوبيس) تبحث عن الطعام في لايكيبيا، كينيا. تتعلم الرئيسيات الصغيرة من كبار السن في مجموعتها كيفية البحث عن الطعام المناسب.

العديد من العوامل تؤثر على قدرة الحيوان على التجوال واكتساب الطعام والموارد الرابحة.

### تعلُّم
يتم تعريف التعلم على أنه تغيير تكيفي أو تعديل للسلوك بناءً على تجربة سابقة.  نظرًا لأن بيئة الحيوان تتغير باستمرار، فإن القدرة على ضبط سلوك البحث عن الطعام أمر ضروري لتحقيق أقصى قدر من اللياقة البدنية. أظهرت الدراسات التي أجريت على الحشرات الاجتماعية أن هناك علاقة ذات دلالة إحصائية بين التعلم وأداء البحث عن الطعام.
في الرئيسيات غير البشرية، يتعلم الأفراد الصغار سلوك البحث عن الطعام من أقرانهم وكبار السن من خلال مشاهدة أعضاء المجموعة الآخرين وهم يبحثون عن الطعام وتقليد سلوكهم.  إن المراقبة والتعلم من الأعضاء الآخرين في المجموعة يضمن أن الأعضاء الأصغر سنًا في المجموعة يتعلمون ما هو آمن للأكل ويصبحون باحثين ماهرين.

#### ابتكار التجوال
أحد مقاييس التعلم هو "ابتكار البحث عن الطعام" - وهو حيوان يستهلك طعامًا جديدًا، أو يستخدم تقنية بحث جديدة عن الطعام استجابة لبيئة معيشته الديناميكية. يعتبر ابتكار البحث عن الطعام بمثابة تعلم لأنه يتضمن المرونة السلوكية من جانب الحيوان. يدرك الحيوان الحاجة إلى التوصل إلى استراتيجية جديدة للبحث عن الطعام وتقديم شيء لم يستخدمه من قبل لزيادة لياقته (البقاء) إلى الحد الأقصى. ارتبط حجم الدماغ الأمامي بسلوك التعلم. من المتوقع أن تتعلم الحيوانات ذات أحجام الدماغ الأكبر بشكل أفضل. تم ربط القدرة الأعلى على الابتكار بأحجام أكبر للدماغ الأمامي في طيور أمريكا الشمالية والجزر البريطانية وفقًا لـ Lefebvre et al. (1997). في هذه الدراسة، أظهرت أوامر الطيور التي تحتوي على أفراد ذوي أحجام أكبر في الدماغ الأمامي قدرًا أكبر من الابتكار في البحث عن الطعام. ومن أمثلة البدع المسجلة في الطيور متابعة الجرارات وأكل الضفادع أو غيرها من الحشرات التي تقتلها واستخدام الأشجار المتمايلة للقبض على فرائسها.

##### التعلم المكاني-الزماني
مقياس آخر للتعلم هو التعلم المكاني والزماني، والذي يشير إلى قدرة الفرد على ربط وقت الحدث بمكان ذلك الحدث. وقد تم توثيق هذا النوع من التعلم في سلوكيات البحث عن الطعام لأفراد من فصيلة النحل غير اللاسع (بالإنجليزية: Trigona fulviventris). أظهرت الدراسات أن أفراد T.fulviventris تعلموا مواقع وأوقات أحداث التغذية، ووصلوا إلى تلك المواقع قبل ما يصل إلى ثلاثين دقيقة من حدث التغذية تحسبًا لمكافأة الطعام.

#### علم الوراثة

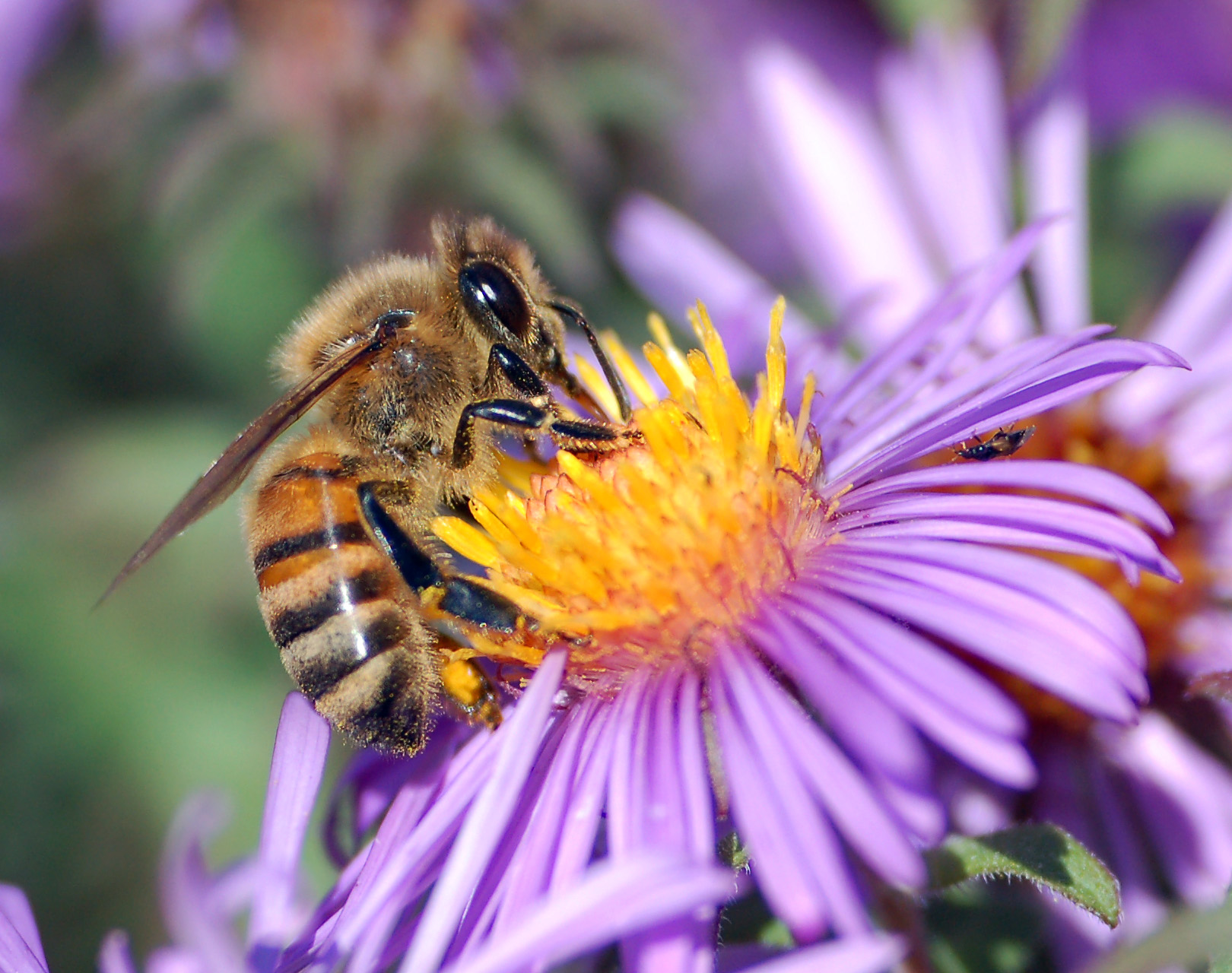
نحل عسل أوروبي يستخرج الرحيق. وفقا لهانت (2007)، هناك جينان مرتبطان بتركيز السكر في رحيق عسل النحل الذي يجمعه.

يمكن أيضًا أن يتأثر سلوك التجوال بالوراثة. تم دراسة الجينات المرتبطة بسلوك التجوال على نطاق واسع في نحل العسل، مع الإشارة إلى الوقت الذي يبدأ فيه سلوك التجوال، وتقسيم المهام بين الباحثين والعمال، والانحياز في التجوال إما للحصول على اللقاح أو رحيق الزهور. تحدث نشاط التجوال في نحل العسل داخل وخارج الخلية سواء للحصول على اللقاح أو رحيق الزهور. يُلاحظ سلوك مماثل في العديد من نحل الدبور الاجتماعي، مثل نوع أبويكا فلافيسيما. أظهرت الدراسات التي تستخدم رسم الصفات الوراثية (QTL) ارتباط المواقع التالية بالوظائف المتناسقة: Pln-1 و Pln-4 مع بداية سن التجوال، و Pln-1 و Pln-2 مع حجم اللقاحات التي يجمعها العمال، وأظهرت Pln-2 و Pln-3 تأثيرًا على تركيز السكر في رحيق الزهور.
بعض السلوكيات أكثر سيطرة من غيرها. في دراسة باستخدام يرقات ذبابة الفاكهة سوداء البطن (بالإنجليزية: Drosophila melanogaster)، كانت هناك نوعان من استراتيجيات التجوال: الذهاب والبقاء. استخدم الذهاب استراتيجية التنقل عبر مواقع متعددة بحثًا عن الطعام، في حين بقي البقاء في موقع واحد بدون ميل للبحث. هذه الاستراتيجيات هي صفات متعددة الأشكال تحدث بشكل طبيعي في مراحل اليرقات لذبابة الفاكهة. الجين المسؤول عن التأثيرات الرئيسية على سلوك التجوال في يرقات ذبابة الفاكهة سوداء البطن هو جين ال per (Csr).خلال الدراسة، تم إنتاج سلالات هوموزيجية عن طريق تزاوج الذهاب مع الذهاب والبقاء مع البقاء. باستخدام طريقة التهجين - تزاوج الذهاب مع البقاء - أظهرت جميع النسل سلوك التجوال، مما يظهر أنها تمثل أليلًا للسيطرة الكاملة.

### وجود الجهات المفترسة
يؤثر وجود الجهات المفترسة أثناء تجوال (فريسة) الحيوان على سلوكه. عمومًا، يتوازن الباحثون بين مخاطر الاعتداء واحتياجاتهم، مما يتسبب في انحراف عن سلوك التجوال الذي من المتوقع في غياب الجهات المفترسة. يمكن مشاهدة مثال على هذا التوازن في سلوك التجوال لدى A. longimana.

#### الطفيلية
يمكن أن يؤثر الطفيلية على طريقة تجوال الحيوانات. لمواجهة احتمالية الإصابة بطفيلية، قد يظهر الكائن الحي تجنبًا تجاه المناطق التي تم الكشف عنها سابقًا بها طفيليات. يُعتبر هذا السلوك التجنب آلية تعويض حيث يتم تبديل فقد الوقت والطاقة في تجنب التجمعات الغذائية مقابل الحد من مخاطر الإصابة بطفيلية. تساعد التكيفات في النظام الغذائي أيضًا في منع الإصابة بالطفيليات، حيث يتم تجنب الأطعمة التي قد تكون عرضة للتلوث بالطفيليات، بالإضافة إلى تضمين عناصر غذائية تحتوي على خصائص مضادة للطفيليات في النظام الغذائي. يمكن استخدام هذه الخصائص المضادة للطفيليات بطريقة تحسين الذات، إما وقائيًا أو علاجيًا.

## أنواع التجوال
يمكن تصنيف التجوال إلى نوعين رئيسيين. الأول هو التجوال الفردي، حيث يتجوال الحيوان بمفرده. الثاني هو التجوال الجماعي. يشمل التجوال الجماعي الحالات التي يمكن رؤية فيها الحيوانات تجتمع وتتجوال معًا عندما يكون ذلك مفيدًا لها (يُطلق عليه اقتصاد التجمع) وعندما يكون ذلك ضارًا بالنسبة لها (يُطلق عليه اقتصاد التشتيت).

### التجوال الفردي
يشمل البحث الانفرادي مجموعة متنوعة من البحث عن الطعام حيث تجد الحيوانات فرائسها وتلتقطها وتستهلكها بمفردها. يمكن للأفراد استغلال التصحيحات يدويًا أو يمكنهم استخدام الأدوات لاستغلال فرائسهم. على سبيل المثال، تهاجم عناكب بولاس فرائسها عن طريق استدراجها برائحة مطابقة للفيرومونات الجنسية لأنثى العثة. قد تختار الحيوانات البحث عن الطعام بمفردها عندما تكون الموارد وفيرة، وهو ما يمكن أن يحدث عندما يكون الموطن غنيًا أو عندما يكون عدد أنواع البحث عن الطعام قليلًا. وفي هذه الحالات قد لا تكون هناك حاجة للبحث الجماعي عن الطعام. بالإضافة إلى ذلك، يمكن أن يؤدي البحث عن الطعام وحده إلى تفاعل أقل مع الباحثين عن الطعام الآخرين، مما قد يقلل من مقدار تفاعلات المنافسة والهيمنة التي يتعامل معها الحيوان. سيضمن أيضًا أن يكون العلف الانفرادي أقل وضوحًا بالنسبة للحيوانات المفترسة.  تميز استراتيجيات البحث عن الطعام الانفرادي العديد من الفقمات (الأختام الحقيقية) مثل الفيل وفقمة الميناء. مثال على العلف الانفرادي الحصري هو نوع أمريكا الجنوبية من النمل الحاصد، بوجونوميرميكس فيرميكولاتوس.

#### سلوك البحث
يمكن تصنيف الحيوانات عادةً إلى فئتين حسب نمط حركتها المظهرة من خلال سلوكيات التجوال البحث عن الطعام. هذه الفئات هي الباحثين عن "الباحثون الذين يتنقلون بشكل متواصل" و"الباحثون الذين يترصدون". يبحث باحثو الرحلات البحرية عن الطعام عن طريق الصيد المستمر للفرائس عند الحدود الخارجية للمنطقة التي يتم تفتيشها، بينما يبحث باحثو الكمين عن الطعام بالجلوس والانتظار. يظلون بلا حراك لفترات طويلة أثناء انتظار مرور الفريسة، وبالتالي يبدأ الكمين بالهجوم.

##### استخدام الأداة في البحث عن الطعام الانفرادي

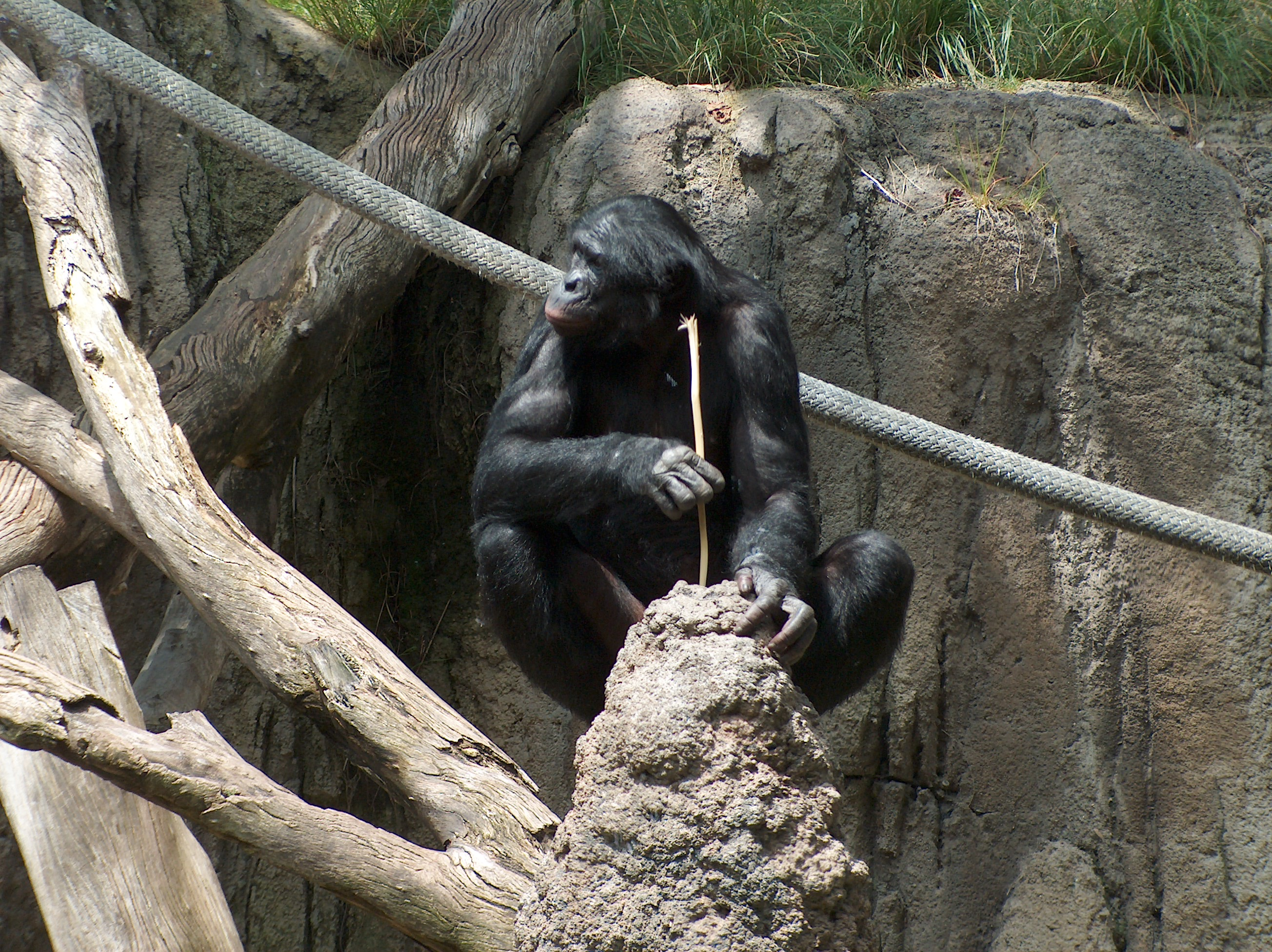
البونوبو يصطاد النمل الأبيض باستخدام أداة، وهي عصا جاهزة

تشمل بعض الأمثلة على استخدام الأدوات الدلافين التي تستخدم الإسفنج لتتغذى على الأسماك التي تدفن نفسها في الرواسب، غربان كاليدونيا الجديدة التي تستخدم العصي لإخراج اليرقات من الأشجار، والشمبانزي الذي يستخدم العصي بالمثل لالتقاط واستهلاك النمل الأبيض.

###### العلف الانفرادي ونظرية العلف الأمثل
النظرية التي يستخدمها العلماء لفهم البحث عن الطعام الانفرادي تسمى نظرية البحث عن الطعام الأمثل. تم اقتراح نظرية البحث عن الطعام الأمثل (OFT) لأول مرة في عام (1966)، في ورقتين بحثيتين نشرتا بشكل مستقل، من قبل روبرت ماك آرثر وإريك بيانكا، وج. ميريت إملين. تقول هذه النظرية أنه بسبب الأهمية الأساسية للبحث عن الطعام بنجاح لبقاء الفرد على قيد الحياة، يجب أن يكون من الممكن التنبؤ بسلوك البحث عن الطعام باستخدام نظرية القرار لتحديد السلوك الذي سيظهره "العلاف الأمثل". يتمتع هذا الباحث عن الطعام بمعرفة كاملة عما يجب فعله لتعظيم تناول الطعام الصالح للاستخدام. في حين أن سلوك الحيوانات الحقيقية يختلف حتمًا عن سلوك العلف الأمثل، فقد أثبتت نظرية العلف الأمثل أنها مفيدة جدًا في تطوير فرضيات لوصف سلوك العلف الحقيقي. غالبًا ما يساعد الانحراف عن المثالية على تحديد القيود سواء في ذخيرة الحيوان السلوكية أو المعرفية، أو في البيئة، التي لم يتم الاشتباه بها من قبل. مع تحديد هذه القيود، غالبًا ما يقترب سلوك البحث عن الطعام من النمط الأمثل حتى لو لم يكن مطابقًا له. بمعنى آخر، نحن نعلم من نظرية البحث عن الطعام الأمثل أن الحيوانات لا تبحث عن الطعام بشكل عشوائي حتى لو كان سلوكها لا يتطابق تمامًا مع ما تنبأ به OFT.

###### نسخ من نظرية التجوال الأمثل
هناك العديد من الإصدارات من نظرية التجوال الأمثل التي تتعلق بوضعيات التجوال المختلفة. تحتوي هذه النماذج عمومًا على العناصر التالية وفقًا لستيفنز وآخرين (2007):
- العملة: وظيفة هدفية، أي ما نريد تحقيقه،[23] في هذه الحالة الطاقة على مر الزمن كوحدة للياقة.
- القرار: مجموعة من الخيارات تحت سيطرة الكائن الحي،[23] أو القرارات التي يظهرها الكائن.
- القيود: "خيارات الكائن مقيدة بواسطة الوراثة والفيزيولوجيا وعلم الأعصاب والشكل الخارجي وقوانين الكيمياء والفيزياء".[23]

بعض هذه الإصدارات تشمل:
النموذج الغذائي الأمثل: الذي يحلل سلوك تجوال فاتح ذي مختلف أنواع الفريسة ويجب أن يختار أي منها يهاجم. يُعرف هذا النموذج أيضًا بنموذج الفريسة أو نموذج الهجوم. في هذا النموذج، يقوم البريداتور بمواجهة عناصر فريسة مختلفة ويقرر ما إذا كان يقضي وقتًا في التعامل مع الفريسة أو تناولها. يتوقع أن يتجاهل الصيادون الفريسة ذات الربحية المنخفضة عندما يكونت العناصر الأربح أكثر وفرة. الهدف من هذا النموذج هو تحديد الاختيار الذي سيزيد من اللياقة.
نصر فريسة يعتمد على متغيرات بيئية مثل الوقت المطلوب للعثور على الفريسة والقبض عليها واستهلاكها بالإضافة إلى الطاقة التي توفرها. من المرجح أن يتفقفرد على تسوية بين تحقيق معدل الاستهلاك أثناء الأكل وتقليل فترة البحث بين الفريس.
نظرية اختيار البقع: التي تصف سلوك تجوال فاتح يكون فيه فريسه متركزة في مناطق صغيرة تُعرف باسم "البقع" مع وجود وقت سفر كبير بينها. يسعى النموذج إلى معرفة مدى الوقت الذي سيقضيه الفرد في إحدى البقع قبل أن يقرر الانتقال إلى البقعة التالية. لفهم ما إذا كان ينبغي للحيوان البقاء في بقعة أم التحرك إلى بقعة جديدة، فكر في دب في حقل من حقول التوت. كلما ظل الدب في حقل التوت ، كلما كان هناك أقل توتًا لهذا الدب لتناوله. يجب على الدب أن يقرر مقدار الوقت الذي يجب أن يبقى في تلك البقعة وبالتالي متى يترك تلك البقعة وينتقل إلى بقعة جديدة. يعتمد الحركة على الوقت المستغرق بين البقع والطاقة المكتسبة من بقعة إلى أخرى. يستند ذلك إلى نظرية القيمة الحدية.
نظرية التجوال في المكان المركزي: وهي إصدار من نموذج البقعة. يصف هذا النموذج سلوك تجوال فاتح يجب أن يعود إلى مكان معين لتناول الطعام، أو ربما لتخزين الطعام أو إطعامه للزوج أو الصغار. تعتبر السناجب مثالًا جيدًا على هذا النموذج. مع زيادة وقت السفر بين البقعة ومكان إخفاءها، ظلت السناجب لفترات أطول في البقعة.
في العقود الأخيرة، تم تطبيق نظرية التجوال الأمثل كثيرًا على سلوك تجوال الصيادين والجامعين البشر. على الرغم من أن هذا أمر مثير للجدل، ويتعرض لبعض أنواع الهجوم نفسهة مثل تطبيق نظرية السلوك الاجتماعي على سلوك الإنسان، إلا أن ذلك يمثل اندماجًا للأفكار من علم الإنسان البيئي والأنثروبولوجيا الاقتصادية الذي أثبت جدواه وجاذبيته.

###### التجوال الجماعي
التجوال الجماعي هو عندما يجد الحيوان ويستولي على الفريسة بوجود أفراد آخرين. وبعبارة أخرى، هو التجوال عندما يعتمد النجاح ليس فقط على سلوك التجوال الخاص بك ولكن أيضًا على سلوك الآخرين. ساهم هذا السلوك البيولوجي أيضًا في تطوير خوارزميات الذكاء الاصطناعي التي تحاول متابعة المفاهيم الرئيسية للتجوال الجماعي بواسطة وكلاء ذاتية. ملحوظة هامة هنا هي أن التجوال الجماعي يمكن أن يظهر في نوعين من الحالات. يُعتبر الوضع الأول والذي يحدث فيه التجوال الجماعي مفيدًا ويجلب مكاسب أكبر باسم اقتصاد التجمع. يحدث الوضع الثاني عندما يتجوال مجموعة من الحيوانات معًا ولكن قد لا يكون في مصلحة الحيوان الفردي القيام بذلك، وهو ما يعرف غذي الطيور على سبيل المثال للاقتصاد التشتيت. قد نرى مجموعة من الطيور تتجوال في تلك المغذية ولكن ليس من في مصلحة الكاردينال أن تكون هناك أي طيور أخرى أيضًا. تعتمد كمية الطعام التي يمكن للكاردينال أن يحصل عليها من تلك المغذية على كم يمكن أن يأخذه من مغذية الطيور ولكن أيضًا على كم يأخذه الطيور الأخرى أيضًا.

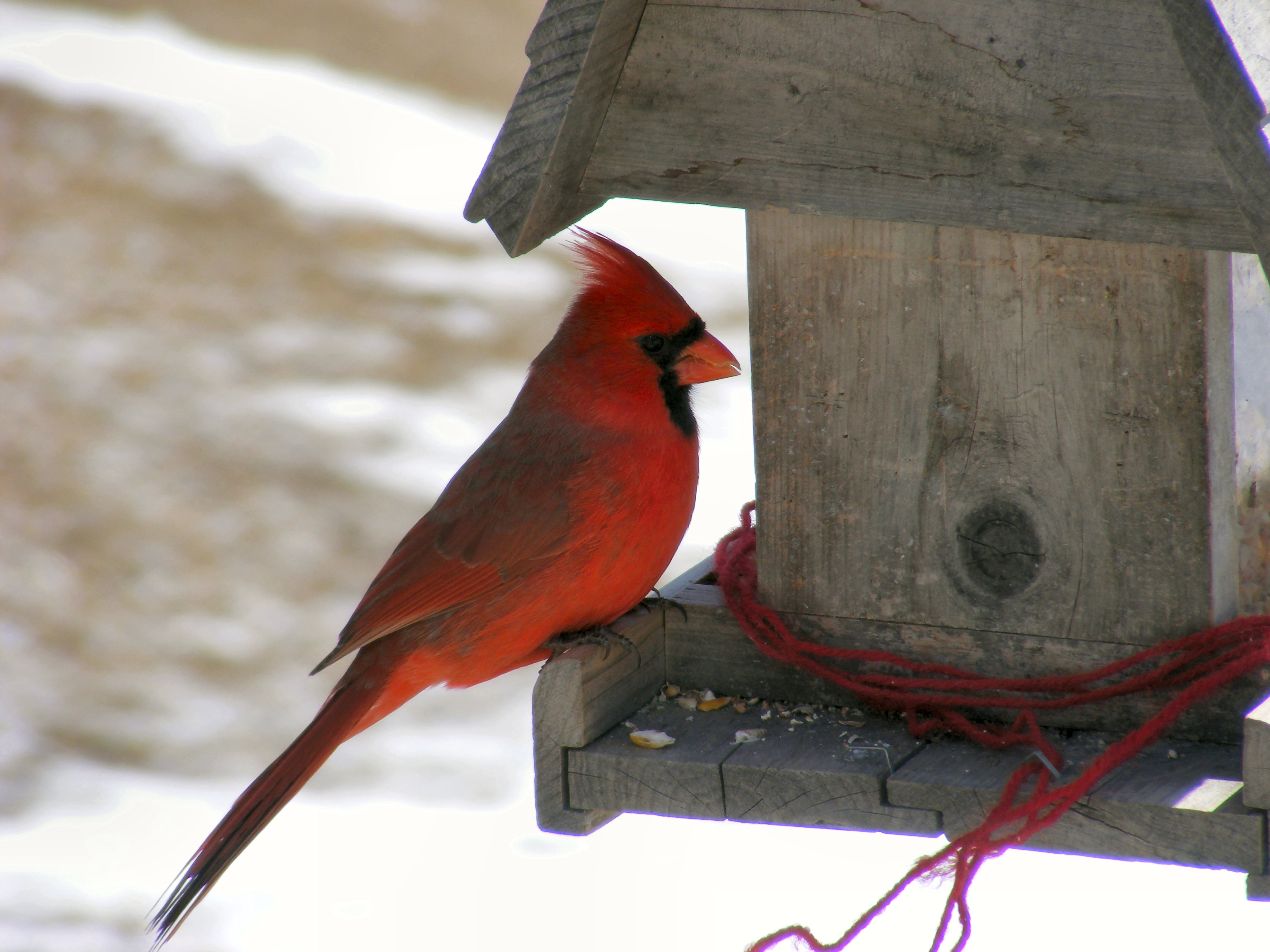
ذكر الكاردينال الشمالي عند وحدة تغذية الطيور. تعتبر تغذية الطيور في وحدة تغذية الطيور مثالاً على اقتصاد التشتت. يحدث هذا عندما لا يكون من مصلحة الحيوان أن يبحث عن الطعام ضمن مجموعة.

في نمل الحاصد الأحمر، يتم تقسيم عملية التجوال بين ثلاثة أنواع مختلفة من العمال: حراس العش، وحراس الطريق، والتجار. يمكن لهؤلاء العمال استخدام العديد من الطرق المختلفة للتواصل أثناء التجوال كمجموعة، مثل توجيه الرحلات ومسارات الروائح و"جولات الدفع"، كما يُلاحَظ في نحل ميليبونا سكوتيلاريس الاجتماعي.
تشارك أيضًا الشمبانزي في غابة تاي في ساحل العاج في التجوال للبحث عن اللحوم عندما يكونون قادرين على ذلك، والذي يتحقق من خلال التجوال كمجموعة. وقد لوحظ وجود ترابط إيجابي بين نجاح الصيد وحجم مجموعة التجوال. كما لوحظ أيضًا أن الشمبانزي يفرضون قوانينًا في تجوالهم، حيث يوجد فائدة في الانخراط عند السماح للصيادين الناجحين بالوصول الأول إلى فرائسهم.

###### تكلفة وفوائد البحث الجماعي

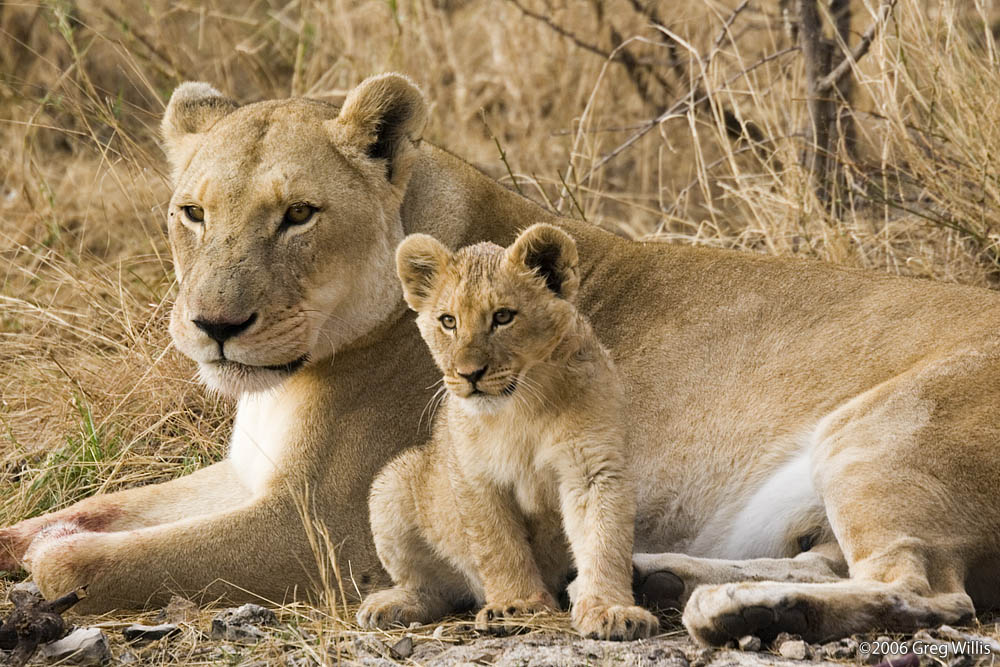
تتخذ إناث الأسود قرارات بشأن البحث عن الطعام وبشكل أكثر تحديدًا بشأن حجم مجموعة الصيد مع مراعاة حماية أشبالها والدفاع عن الأرض.

كما ذكرنا سابقًا، فإن البحث الجماعي عن الطعام يجلب التكاليف والفوائد لأعضاء تلك المجموعة. تشمل بعض فوائد البحث الجماعي عن الطعام القدرة على اصطياد فرائس أكبر حجمًا، القدرة على تكوين مجموعات من الفرائس، القدرة على اصطياد فرائس صعبة أو خطيرة والأهم من ذلك تقليل خطر الافتراس. ومع ذلك، فيما يتعلق بالتكاليف، يؤدي البحث الجماعي عن الطعام إلى التنافس على الموارد المتاحة من قبل أعضاء المجموعة الآخرين. يمكن أن تتميز المنافسة على الموارد إما بالمنافسة التدافعية حيث يسعى كل فرد للحصول على جزء من المورد المشترك، أو بالمنافسة التداخلية حيث يمنع وجود المنافسين وصول الباحث عن الموارد إلى الموارد. وبالتالي فإن البحث الجماعي عن الطعام يمكن أن يقلل من مكافآت البحث عن الطعام للحيوان.
ح للانتقال إلى موقع آخر يتناسب مع إدراك المتبقي والعوائد المحتملة من أي منطقة متاحة.قد يتأثر البحث الجماعي عن الطعام بحجم المجموعة. في بعض الأنواع مثل الأسود والكلاب البرية، يزداد نجاح البحث عن الطعام مع زيادة حجم المجموعة ثم يتناقص بمجرد تجاوز الحجم الأمثل. هناك عدد لا يحصى من العوامل التي تؤثر على أحجام المجموعة في الأنواع المختلفة. على سبيل المثال، لا تتخذ اللبؤات (إناث الأسود) قرارات بشأن البحث عن الطعام في الفراغ. إنهم يتخذون قرارات تعكس التوازن بين الحصول على الغذاء والدفاع عن أراضيهم وحماية صغارهم. في الواقع، نرى أن سلوك الأسود في البحث عن الطعام لا يزيد من اكتسابها للطاقة. إنهم لا يتصرفون على النحو الأمثل فيما يتعلق بالبحث عن الطعام لأنه يتعين عليهم الدفاع عن أراضيهم وحماية الصغار، لذا فهم يصطادون في مجموعات صغيرة لتقليل خطر الوقوع بمفردهم. هناك عامل آخر قد يؤثر على حجم المجموعة وهو تكلفة الصيد. لفهم سلوك الكلاب البرية ومتوسط حجم المجموعة، يجب علينا أن ندمج المسافة التي تقطعها الكلاب.
فيما يتعلق بالتجوال البشري خلال الفترة الزمنية للأورينجاسيان، قام بايلز وآخرون (2001) بتحديد الفريسة القائمة بأداء النشاط بأمانة مثلى عندما يكون الفرد قد أخذ في اعتباره توازن التكاليف في البحث والمطاردة واختيار الفريسة. كما أن اختيار المنطقة للعمل فيها يتعين على الفرد أن يقرر الوقت الصحي.

###### نظرية ميدان التجوال
نموذج كمي يسمح بتقييم قرارات المقايضة التي تحدث في النظم البيئية المائية. "ساحات البحث عن الطعام" هي المناطق التي يمكن للأسماك الصغيرة أن تتغذى فيها بالقرب من منزلها مع توفير هروب أسهل من الحيوانات المفترسة المحتملة. تتنبأ هذه النظرية بأن نشاط التغذية يجب أن يعتمد على كثافة الأسماك الصغيرة وخطر الافتراس داخل المنطقة. يعتمد التوازن بين نمو ووفيات هذه الأسماك الصغيرة نتيجة لمدة البحث عن الطعام التي تقوم بها الأسماك الصغيرة المذكورة. وتختلف هذه المكونات فيما يتعلق بالموطن.

###### البحث الجماعي والتوزيع المجاني المثالي
النظرية التي يستخدمها العلماء لفهم البحث الجماعي تسمى التوزيع الحر المثالي. هذا هو النموذج الفارغ للتفكير في ما يمكن أن يجذب الحيوانات إلى مجموعات للبحث عن الطعام وكيف تتصرف في هذه العملية. يتنبأ هذا النموذج بأن الحيوانات ستتخذ قرارًا فوريًا بشأن مكان البحث عن الطعام استنادًا إلى جودة (توافر الفريسة) للبقع المتوفرة في ذلك الوقت، وستختار الرقعة الأكثر ربحية، وهي الرقعة التي تزيد من استهلاكها للطاقة. تعتمد هذه الجودة على جودة البداية للرقعة وعدد الحيوانات المفترسة الموجودة بالفعل والتي تستهلك الفريسة.